# Championnat d'Irlande du Nord féminin de football 2018
 (mai 2025).
Si vous disposez d'ouvrages ou d'articles de référence ou si vous connaissez des sites web de qualité traitant du thème abordé ici, merci de compléter l'article en donnant les références utiles à sa vérifiabilité et en les liant à la section « Notes et références ».
Navigation
Édition précédente Édition suivante
La saison 2018 du Championnat d'Irlande du Nord féminin de football Women's Premier League est la quinzième saison du championnat. Linfield Ladies vainqueur des deux éditions précédentes remet son titre en jeu. Derry City Ladies est promu dans l'élite en remplacement de Ballymena United Allstars.
Pendant l'intersaison, le Newry City Ladies Football Club pourtant champion en 2016, annonce son retrait du championnat. Le club est remplacé par le Portadown Ladies Football Club qui a terminé deuxième du Championship, la deuxième division féminine nord-irlandaise
Le 8 mars 2018, la fédération nord-irlandaise annonce le calendrier de l'épreuve. La première journée se déroule le mercredi 18 avril 2018, la dernière est programmée pour le mercredi 26 septembre 2018.

## Les 7 clubs participants
| \| Belfast: · Glentoran · Crusaders · Linfield · Cliftonville Portadown Ladies Sion Swifts Ladies Derry City Ladies \| Localisation des clubs engagés dans le championnat. |
| Belfast: · Glentoran · Crusaders · Linfield · Cliftonville Portadown Ladies Sion Swifts Ladies Derry City Ladies                                                           |

Ce tableau présente les sept équipes qualifiées pour disputer le championnat. 
| Club                                                  | Stade                                 | Capacité | Ville       |
| ----------------------------------------------------- | ------------------------------------- | -------- | ----------- |
| Cliftonville Ladies Football Club                     | -                                     | -        | Belfast     |
| Crusaders Newtownabbey Strikers Women’s Football Club | Seaview                               | 3 383    | Belfast     |
| Derry City Ladies Football Club                       | Prehen Playing Fields                 | -        | Londonderry |
| Portadown Ladies Football Club                        | -                                     | -        | Portadown   |
| Glentoran Belfast United                              | Billy Neill Playing Field (Terrain 2) | -        | Belfast     |
| Linfield Ladies Football Club                         | Billy Neill Playing Field (Terrain 1) | -        | Belfast     |
| Sion Swifts Ladies And Girls Football Club            | -                                     | -        | Strabane    |

## Compétition

### Classement
| Rang | Équipe                   | Pts | J  | G  | N | P  | Bp | Bc  | Diff |
| ---- | ------------------------ | --- | -- | -- | - | -- | -- | --- | ---- |
| 1    | Linfield Ladies T        | 48  | 18 | 16 | 0 | 2  | 89 | 17  | +72  |
| 2    | Glentoran Belfast United | 36  | 18 | 11 | 3 | 3  | 71 | 23  | +48  |
| 3    | Cliftonville Ladies      | 32  | 18 | 10 | 2 | 6  | 57 | 30  | +27  |
| 4    | Crusaders Strikers       | 27  | 18 | 8  | 3 | 7  | 35 | 29  | +6   |
| 5    | Sion Swifts Ladies       | 26  | 18 | 7  | 5 | 6  | 42 | 26  | +16  |
| 6    | Derry City Ladies P      | 10  | 18 | 3  | 1 | 14 | 16 | 70  | -54  |
| 7    | Portadown Ladies P       | 3   | 18 | 1  | 0 | 17 | 9  | 123 | -114 |

| Légende : Qualifications et relégations | Légende : Qualifications et relégations                                                                                    |
| --------------------------------------- | --- |
|                                         | Ligue des champions féminine de l'UEFA 2019-2020                                                                           |
|                                         | Barrage de relégation |
|                                         | Relégation |
|                                         | T : Tenant du titre P : Promu C : Vainqueur de la Coupe d'Irlande du Nord 2018 CL : Vainqueur de la Coupe de la Ligue 2018 |

### Résultats
| Résultats (▼dom., ►ext.)                                   | CFT | CRU | DER  | GBU | LIN  | POR  | SIS |
| Cliftonville Ladies                                        |     | 1-2 | 5-1  | 1-0 | 3-6  | 5-1  | 2-1 |
| Crusaders Strikers                                         | 1-3 |     | 5-2  | 0-2 | 0-2  | 5-1  | 1-1 |
| Derry City Ladies                                          | 0-5 | 0-4 |      | 0-5 | 0-7  | 3-0  | 1-1 |
| Glentoran Belfast United                                   | 3-2 | 0-0 | 5-1  |     | .    | 11-0 | 2-2 |
| Linfield Ladies                                            | 2-1 | 1-2 | 10-0 | 4-3 |      | 9-0  | 3-0 |
| Portadown Ladies                                           | 1-7 | 0-1 | 0-2  | 0-9 | 0-11 |      | 3-0 |
| Sion Swifts                                                | 2-2 | 4-2 | 3-0  | 2-2 | 2-0  | 6-0  |     |
| - Victoire à domicile - Match nul - Victoire à l'extérieur |     |     |      |     |      |      |     |

| Résultats (▼dom., ►ext.)                                   | CFT  | CRU | DER | GBU  | LIN | POR | SIS |
| Cliftonville Ladies                                        |      | 1-1 |     |      | 2-3 |     | 2-1 |
| Crusaders Strikers                                         |      |     |     | 0-5  |     | 9-0 | 0-1 |
| Derry City Ladies                                          | 2-3  | 0-2 |     |      |     | 4-1 |     |
| Glentoran Belfast United                                   | 3-2  |     | 4-0 |      | 3-5 |     | 1-0 |
| Linfield Ladies                                            |      | 5-0 | 3-0 | 3-0  |     |     |     |
| Portadown Ladies                                           | 0-10 |     |     | 1-13 | 0-9 |     |     |
| Sion Swifts                                                |      |     | 7-0 |      | 1-6 | 9-1 |     |
| - Victoire à domicile - Match nul - Victoire à l'extérieur |      |     |     |      |     |     |     |

### Barrages de promotion/relégation
Le barrage de promotion/relégation opposent au terme de la saison l'équipe ayant terminé à la dernière place de la Premiership, Portadown, à l'équipe ayant fini à la deuxième place de la deuxième division, le Championship, East Belfast Ladies. Le match aller se déroule à Belfast, le retour à Portadown. Le vainqueur de cette double confrontation jouera en Premiership lors de la saison 2019.
| Barrage, match aller | East Belfast Ladies | 0-1 | Portadown Ladies | Inverary Avenue, Belfast |  |
| 7 octobre 2018 15:30 |                     | (-) |                  |                          |  |

| Barrage, match retour | Portadown Ladies | 2-1 | East Belfast Ladies | Annagh United, Portadown |  |
| 10 octobre 2018 20:00 |                  | (-) |                     |                          |  |

Portadown Ladies se maintient en première division grâce à sa victoire 3-1 sur l'ensemble des deux matchs contre East Belfast Ladies.

## Bilan de la saison
| Championnat d'Irlande du Nord féminin de football 2018      |                                          |
| Champion                                                    | Linfield Ladies Football Club (3e titre) |
| Dauphin                                                     | Glentoran Belfast United                 |
| Coupes et trophées                                          |                                          |
| Vainqueur Coupe d'Irlande du Nord                           | Glentoran Belfast United                 |
| Qualifications continentales                                |                                          |
| Ligue des champions féminine de l'UEFA 2019-2020            | Linfield Ladies Football Club            |
| Promotions et relégations                                   |                                          |
| Promus en Championnat d'Irlande du Nord féminin de football | Comber Recreation Football Club          |
| Relégués en Championship                                    | Aucun                                    |